# Our Choice (píseň, Ari Ólafsson)
Our Choice je píseň islandského zpěváka Ariho Ólafssona, se kterou bude reprezentovat Island na Eurovision Song Contest 2018 v Lisabonu v Portugalsku.

## Vznik skladby

### Autorství
Autorkou písně je islandská herečka, zpěvačka, skladatelka a režisérka Þórunn Erna Clausen, která mimo jiné napsala i píseň Coming Home reprezentující Island na Eurovision Song Contest 2011, kterou napsala se svým manželem Sigurjonem "Sjonni" Brinkem.

### Obsazení[3]
- Ari Ólafsson – zpěv
- Sigurður Bjarki Gunnarsson – cello
- Benedikt Brynleifsson – bicí
- Matthías Stefánsson – housle
- Vignir Snær Vigfússon – kytara, zvukový inženýr, smyčcové aranžmá
- Helgi Reynir Jónsson – klavír
- Arnþór Örlygsson – mix

## Eurovision Song Contest 2018
Píseň zvítězila v soutěži Söngvakeppkin 2018, bude tak reprezentovat Island na 63. ročníku soutěže Eurovision Song Contest v Lisabonu. Soutěž Söngvakeppkin je národním kolem Islandu v rámci výběru reprezentanta na Eurovision Song Contest. Tento rok se konala již po třinácté. Všechny soutěžní písně byly veřejnosti představeny 20. ledna 2018 veřejnoprávním vysílatelem RÚV. Soutěž se skládala ze 2 semifinálí uskutečněných 10. a 17. února 2018. Každého semifinále se zúčastnilo 6 skladeb, přičemž z každého z nich do finále postoupily 3 písně. Finále se konalo 3. března 2018, kdy se 2 ze 6 umělců probojovali do superfinále. O výsledcích rozhodovali formou 50:50 diváci svým hlasováním a odborná porota o 7 členech, mezi nimiž byli třeba reprezentant Švédska na Eurovizi 2017, Robin Bengtsson, či dánská vítězka Eurovize 2013, Emmelie de Forest. Superfinalisty se stali právě Ari Ólafsson s písní Our Choice a Dagur Sigurðsson s písní Í stormi. V tomto kole hlasovali pouze již diváci. S počtem hlasů 44 919 zvítězila právě skladba Our Choice a porazila tak Sigurðssona o 5 445 bodů.
Ari Ólafsson bude s touto vítěznou písní bojovat o postup do finále 8. května 2018.